# 布里亚纳
布里亚纳，是西班牙瓦伦西亚自治区卡斯特利翁省的一个市镇。总面积47平方公里，总人口26757人（2001年），人口密度569人/平方公里。